# Hubert Gordon Schauer

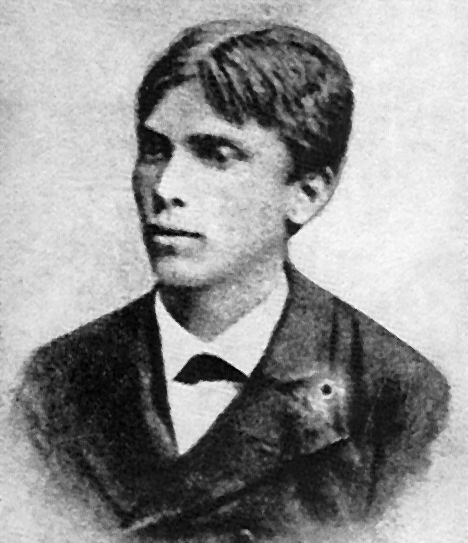
Hubert Gordon Schauer

Hubert Gordon Schauer (* 27. Oktober 1862 in Rudoltice; † 26. Juli 1892 in Hory bei Česká Třebová) war ein tschechischer Publizist und Literaturkritiker.

## Leben
Schauer, der einer deutsch-tschechischen Familie entstammte, besuchte die deutsche Schule. Während seines Studiums in Leitomischl schloss er sich der tschechischen Bewegung an. 1882 studierte er in Wien Rechtswissenschaft, Philosophie, Germanistik und Romanistik. Ab 1886 war er Mitarbeiter am Ottův slovník naučný. Daneben schrieb er einige Artikel für die Zeitschriften Čas (Zeit), Athenaeum und Národní listy. Er starb im Alter von knapp 30 Jahren an den Folgen einer schweren Tuberkulose.

## Werke
Schauer gehörte zu den Mitbegründern und Vertretern der Česká moderna. Gemeinsam mit Vilém Mrštík und František Xaver Šalda veröffentlichte er 1888 den Almanach Vpád barbarů (Einfall der Barbaren). Als Kritiker gehörte er zudem zur realistischen Bewegung der 1880er Jahre. Skeptisch waren seine Artikel zu Fragen der tschechischen Kultur und Gesellschaft. Er beschäftigte sich mit der Frage, ob die tschechische Nation die kulturelle Höhe erreicht habe, die zu einer Bereicherung der Weltkultur beitragen könne. Falls dies zu verneinen sei, wäre zu prüfen, ob sich die Nation nicht der starken deutschen Kultur anschließen solle. Seine Überlegungen wurden vor allem von Anhängern der tschechischen Bewegung wie den Mladočeši (Jungtschechen) als philosophischer nationaler Selbstmord bezeichnet.